# DEC V-11

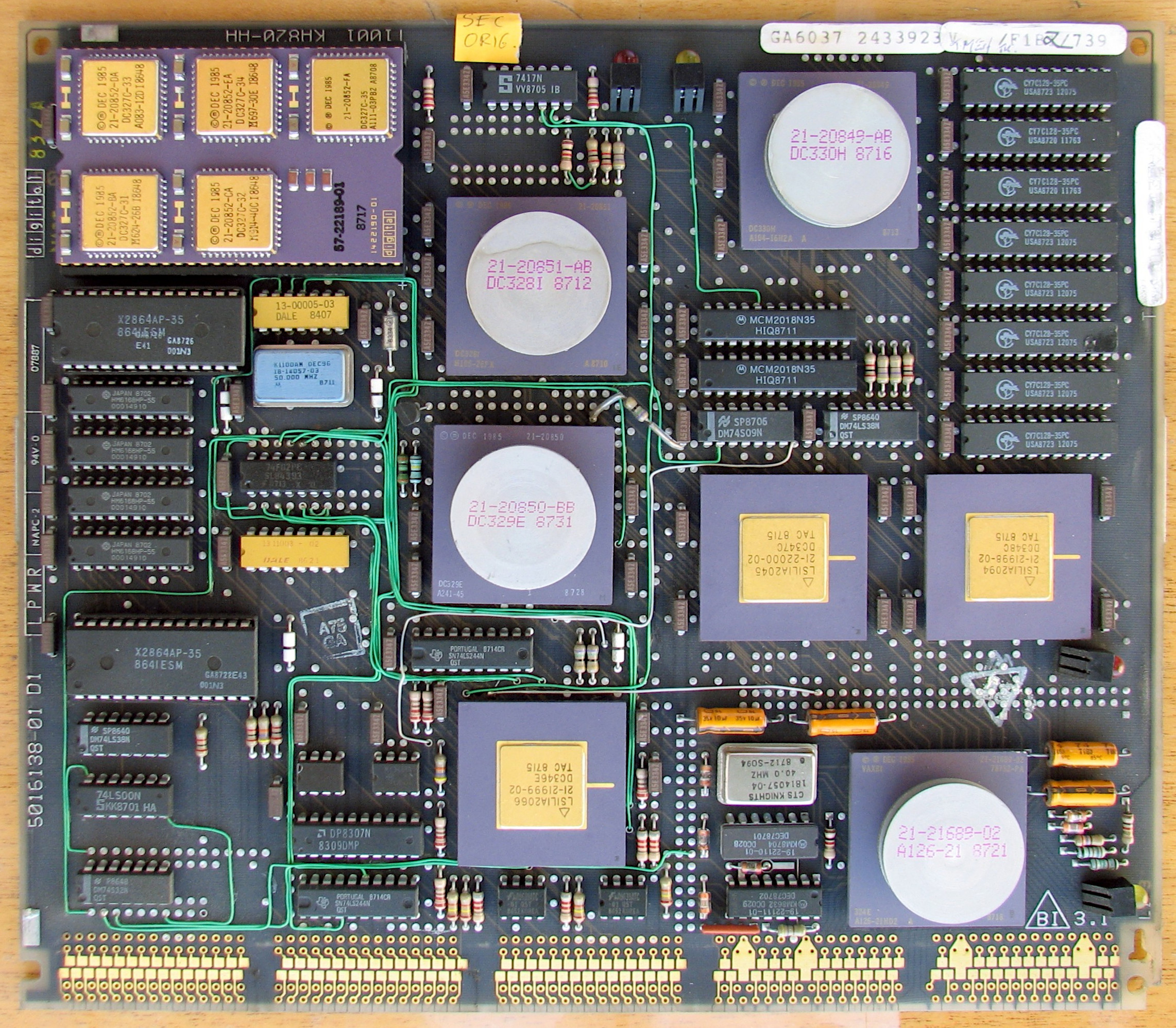
VAX 8200 miniszámítógép KA820-AA CPU modulja, a V-11 mikroprocesszor-csipkészlettel

A V-11, kódnevén „Scorpio”, egy 32 bites, 5 csipből álló mikroprocesszor-csipkészlet – avagy többcsipes mikroprocesszor –, amely a VAX utasításkészlet-architektúra (ISA) egy teljes megvalósítása.
A Digital Equipment Corporation (DEC) tervezte és gyártotta. Fejlesztése 1984 végén kezdődött, a processzor-csipkészlet 1986 elején jelent meg a VAX 8200 és 8300 középszintű rendszerekben. Érdekessége, hogy bár fejlesztése előbb kezdődött, mint a MicroVAX VLSI rendszeré, a MicroVAX (egycsipes processzor) korábban jelent meg és nagyobb integráltságot valósított meg, mint a V-11.

## Történet
A V-11 volt Digital első VAX mikroprocesszor kialakítása, ám mégis a másodikként jelent meg a késztermékekben (a Digital által forgalmazott VAX miniszámítógép-modellekben), a MicroVAX 78032 után. A 39. Nemzetközi Szilárdtest-Áramköri Konferencián (International Solid-State Circuits Conference, ISSCC) mutatták be 1984-ben, a MicroVAX 78032-essel együtt, és 1986 elején kezdték szállítani a DEC különféle rendszereiben. A csipkészlet eleinte 5 MHz (200 ns ciklusidő) órajelen működött, 1987-ben jelent meg a 6,25 MHz-es modell (160 ns ciklusidő). A V-11 a DEC saját specifikus terméke volt és egyedül a DEC gyártmányú VAX 8200, VAX 8250, VAX 8300 és VAX 8350 miniszámítógépekben, és a VAXstation 8000 munkaállomásban alkalmazták.
5 MHz-en a V-11 közelítőleg ugyanazt a teljesítményt mutatta, mint a VAX–11/780 szuperminiszámítógép. 6,25 MHz-en hozzávetőleg 1,2-szer gyorsabb volt, mint a VAX-11/780.
A V-11 a Scorpio program része volt, amelynek célja a nagyon nagy integráltságú (VLSI) integrált áramkörök kifejlesztése és a megfelelő gyártási technológia kialakítása volt a DEC-nél, azaz hogy a DEC képes legyen saját fejlesztésű csipeket gyártani saját technológiával. A program egyéb céljai közé tartozott egy új CAD (CAD) programcsomag, valamint egy félvezetőgyártó folyamat kifejlesztése is; ennek eredménye lett a CHAS rendszer (amely inkább a mostani verziókövető rendszerekre hasonlított, mint egy tervezőrendszerre) és a ZMOS, amely a DEC első teljesen saját fejlesztésű félvezetőgyártási folyamata volt.

## Leírás
A V-11 egy többcsipes mikroprocesszor-kialakítás, amelyet egy I/E csip, egy M csip, egy F csip és öt ROM/RAM csip alkot. A MicroVAX 78032-vel ellentétben, amely csak a VAX ISA egy részhalmazát valósítja meg, a V-11 egy teljes VAX implementáció, ami támogatja az utasításkészlet-architektúra mind a 304 utasítását és a 17 adattípusát (bájt, szó, hosszúszó, négyesszó, nyolcszó, F-, D-, G-, H- típusú lebegőpontos, bit, változó hosszúságú bitmező, karakteres string, lefutó numerikus füzér, vezető elválasztott numerikus füzér, pakolt decimális string, abszolút sor, önrelatív sor).
A csipkészlet áramkörei négy sínhez csatlakoznak: a MIB, DAL, PAL és CAL sínekhez. A MIB (microinstruction bus, mikroutasítás-sín) a mikroutasítások vezérlő jeleit továbbítja és a címeket a vezérlési tárból az I/E és F csipekhez. A MIB 40 bit széles, ami megfelel a mikroszó szélességének és paritással védett. A DAL egy 32 bites paritásvédett sín, amely az adatcímeket továbbítja az I/E, M és F csipek, a gyorsítótár, a tartalék fordítótár (backup translation buffer) RAM-jai és a bemeneti/kimeneti interfész portjai között, minden irányba.

### ROM/RAM csip
Egy ROM/RAM csip (DC327) a vezérlési tár egyötödét képezi, amelyet javításokkal lehet ellátni (patchelhető). Ez 16 384 × 8 bit (16 KiB) csak olvasható memóriát (ROM), 1024 × 8 bit (1 KiB) RAM-ot és egy 32 × 14 bites asszociatív memóriát (CAM) tartalmaz. A ROM a vezérlés tárolója, a vezérlési tár javításai (a patchek) a RAM-ban lehetnek. A ROM/RAM 208 000 tranzisztorból áll, a lapka mérete 344 × 285 mil, azaz 8,74 × 7,24 mm, területe 98 040 mil2, azaz 63,25 mm2. Disszipációja 1 W.

### Az I/E csip
Az I/E csip (DC328) egy utasításpuffert, egy mikroszekvenszert, egy végrehajtó egységet és egy mini-fordítópuffert (mini-translation buffer, MTB) tartalmaz. Az utasításpuffer egy két bejegyzéses 32 bites puffer, amely az előzetes utasításkód-lehívás során kapott utasításokat tárolja. Ez javítja a teljesítményt, azzal, hogy fenntart egy bizonyos számú utasítást, amelyek készek a végrehajtásra. Az utasításpuffer telítettségét speciális hardver biztosítja (igyekszik fenntartani).
A végrehajtóegység tartalmazza a VAX ISA által meghatározott tizenhat 32 bites általános célú regisztert, egy aritmetikai-logikai egységet (ALU) és egy léptetőegységet. Az MTB gyakorlatilag egy translation lookaside buffer, címfordító gyorsítótár (TLB). Ez öt laptábla-bejegyzést (PTE) tartalmaz, egyet az utasítások és négyet az adatok számára. Találati hiba esetén az M csipben lévő tartalék fordítótárat (backup translation puffer, BTB) használja a processzor. Az I/E csip 60 000 tranzisztorból áll, egy 354 × 358 mil, 8,99 mm × 9,09 mm méretű lapkán helyezkedik el, területe 126 732 mil2, azaz 81,76 mm2. Disszipációja 5 W.

### Az M csip
Az M csip (DC329) feladata a memória- és megszakításkezelés. Ez a csip tartalmazza a tartalék fordítótár (backup translation puffer, BTB) sorait, a gyorsítótár sorait és a belső processzor-regisztereket. Az M csip végzi a VAX architektúra által meghatározott bemeneti/kimeneti funkciókat és generálja az órajelet a csipkészlet számára.
A tartalék fordítótár alapvetően egy translation lookaside buffer, címfordító gyorsítótár (TLB), amely az MTB találati hibáit kezeli. A BTB 512 laptáblabejegyzést (PTE) tartalmaz, amelyből 256 a rendszer-tér, és 256 a folyamat-tér lapjait írja le. A BTB az M csipben helyezkedik el, 128 sort tartalmaz, minden négy PTE számára egyet. A BTB külső RAM-okkal van megvalósítva.
Az M csipnek 26 belső processzorregisztere van, amelyeket a mikrokód-vezérlés használ ideiglenes tárolókként, komplex, több órajelciklust igénylő utasítások végrehajtásakor.
Az M csip 54 000 tranzisztorból áll, amely 339 × 332 mil (8,61 mm × 8,43 mm) méretű lapkán, 112 548 mil2 (72,61 mm2) felületen található. Disszipációja 3 W.

### Az F csip
Az F csip (DC330) tartalmazza a lebegőpontos egységet (FPU). Ez képes végrehajtani a VAX lebegőpontos utasítások legnagyobb részét a VAX architektúrában meghatározott f_floating, d_floating és g_floating lebegőpontos adattípusokon, és ez az egység végzi a fixpontos szorzás és osztás műveleteket is. Az F csip az I/E csiptől kapja az utasításkódokat, a mikroutasításokat pedig a vezérlési tárból a MIB sínen keresztül. Az operandusokat a memóriából vagy a processzor általános célú regisztereiből fogadja a DAL sínen keresztül, és az eredmények visszaírását ugyanezen a sínen keresztül végzi. 29 600 tranzisztorból áll, lapkamérete 341 × 288 mil (8,66 mm × 7,32 mm), felülete 98 208 mil2 (63,36 mm2). Disszipációja 2,5 W.
Az F csip a J-11 mikroprocesszor-csipkészletbe tartozó lebegőpontos egység származéka. Ez a csipkészlet egy PDP–11 implementáció. Az F csip az eredeti tervek szerint egy teljesen új fejlesztés lett volna, kifejezetten a V-11 számára, de ezt a fejlesztést törölték és a származékkal helyettesítették, a V-11 csipkészlet egyszerűsítése és a fejlesztés meggyorsítása miatt, hogy valamennyire lépést tudjon tartani az időközben megkezdett MicroVAX 78032 fejlesztéssel.

### A gyorsítótár
A V-11 egy külső 8 KiB méretű elsődleges gyorsítótárat használ. A gyorsítótár fizikailag címezhető, blokkmérete 64 bájtos.

### Fizikai kialakítás
A V-11 csipkészlet összesen 1 183 600 tranzisztort tartalmaz kilenc lapkára szétosztva és a Digital ZMOS eljárásával készült, amely egy 3,0 µm-es NMOS folyamat kétrétegű fémezéssel.

## Fordítás
Ez a szócikk részben vagy egészben  a   V-11 című angol Wikipédia-szócikk ezen változatának fordításán alapul.  Az eredeti cikk szerkesztőit annak laptörténete sorolja fel. Ez a jelzés csupán a megfogalmazás eredetét és a szerzői jogokat jelzi, nem szolgál a cikkben szereplő információk forrásmegjelöléseként.